# 2,3-(S)-Hexahidroxidifenoil-D-glucose
2,3- (S) -hexa-hidroxidifenoil- D- glicose é um tanino hidrolizável que pode ser encontrado em Eucalyptus delegatensis, em Alpina Cinza (Myrtaceae), em Terminalia catappa, na amêndoa de Bengala e Combretum glutinosum (ambas Combretaceae).